# Murray Harbour
Murray Harbour är en bykommun (incorporated community) i den kanadensiska provinsen Prince Edward Islands sydvästliga del. Platsen blev en kommun 1953 och fick sitt namn från den brittiska generalen James Murray, som var bland annat guvernör för Québec (1763-1768) och Menorca (1774-1782).
Byn breder sig ut över 10,4 kvadratkilometer (km2) stor yta och hade en folkmängd på 320 personer vid den nationella folkräkningen 2011.